# Monte Carlo Open 1989
Il Monte Carlo Open 1989 è stato un torneo di tennis giocato sulla terra rossa. È stata l'82ª edizione del Monte Carlo Open, che fa parte del Nabisco Grand Prix 1989. Si è giocato al Monte Carlo Country Club di Roquebrune-Cap-Martin in Francia vicino a Monte Carlo, dal 24 al 30 aprile 1989.

## Campioni

### Singolare
Alberto Mancini ha battuto in finale  Boris Becker con il punteggio di 7–5, 2–6, 7–6, 7–5

### Doppio
Tomáš Šmíd /  Mark Woodforde hanno battuto in finale  Paolo Canè /  Diego Nargiso con il punteggio di 1–6, 6–4, 6–2